# Nephodia spissata
Nephodia spissata là một loài bướm đêm trong họ Geometridae.